# GTVニュース
『GTVニュース』（ジー・ティー・ブイニュース）は、群馬テレビで放送されていたローカルニュース番組。

## 概要
群馬県内のきめ細かいニュースをお届けするニュース番組。
毎年1月1日に開催され、1988年からTBS（TBSテレビ・TBSラジオ）の制作と、地元の群馬テレビの特別協力で放送している「全日本実業団対抗駅伝競走大会（ニューイヤー駅伝）」では、TBSテレビ並びにJNN加盟局は中継を中断して報道フロアから『JNNニュース』（2010年のみ『THE NEWS』）を3 - 4分程度放送するが、群馬テレビはどのネットワークに属さない独立局であるため、当番組に差し替えられる。
2009年4月6日より『ニュースジャスト6』を中心とした報道統一ブランド『ニュースジャスト』を開始することに伴い、定期放送としての『GTVニュース』が2009年4月5日に終了。現在は年末年始のみ放送されている。

## 出演者
- シフト勤務

## 現在の放送時間
- 平日 18:00 - 18:20（12月25日から1月4日までのみ）
- 1月 1日のニューイヤー駅伝内のJNNニュースの差し替え

## 過去の放送時間
平日
- 21:30 - 21:55[2]（ - 2009年4月3日）

週末
- 18:00 - 18:20[2]（ - 2009年4月5日）
- 21:55 - 22:00[3]（ - 2009年3月29日）